# Мірза Шафі Вазех
Мірза Шафі Вазех (азерб. میرزا شفیع واضح, Mirzə Şəfi Vazeh; кінець XVIII — початок XIX століття, Гянджа — 16 [28] листопада 1852, Тифліс) — азербайджанський поет і мислитель, просвітитель і педагог. Під псевдонімом Вазех, що означає «виразний, ясний», писав як азербайджанською, так і перською, розвиваючи традиції поезії цими мовами. Викладав у Тифлісі азербайджанську та перську мови. Спільно з російським педагогом Іваном Григор'євим написав першу хрестоматію азербайджанської поезії і «Татарсько-російський словник» для Тифліської гімназії[⇨].
Мірза Шафі писав газелі, мухамаси, рубаї, маснаві тощо. Його вірші мали інтимно-ліричний і сатиричний характер. Крім цього, Вазех очолював поетичний «Гурток мудрості». Основною темою творів Вазеха були оспівування романтичної любові, насолода життям, але в деяких своїх віршах Мірза Шафі викривав вади феодального суспільства, виступав проти закріпачення особистості і релігійного фанатизму[⇨].
Німецький поет Фрідріх Боденштедт, що брав у Вазеха уроки східних мов, видав переклади віршів Вазеха у своїй книзі «Тисяча і один день на Сході» (1850). Пізніше вийшла книга Боденштедта під назвою «Пісні Мірзи Шафі» (1851). Ці пісні багато разів перекладалися європейськими мовами. Попри те, що пізніше Боденштедт став видавати вірші Вазеха за свої, збереглися оригінали перською й азербайджанською мовами, які довели авторство Мірзи Шафі[⇨].

## Життєпис

### Дата народження
Мірза Шафі Садих огли народився на рубежі XVIII—XIX ст. в Гянджі. Точна дата народження поета не до кінця зрозуміла. У Великій радянській енциклопедії, Короткій літературній енциклопедії та Філософській енциклопедії повідомляється, що Мірза Шафі народився 1796 року, а низка авторів пише, що це сталося 1794 року.
За повідомленням сходознавця Адольфа Берже, 1851 року він зустрічав на вулицях Тифліса «скромного, років під 60, тюрка», який і був Мірза Шафі Вазех. Зі слів Берже випливає, що поет народився до 1800 року. Зовсім інші відомості містяться в архівних документах. Так, у «формулярному списку про службу за 1845 рік» написано, що Мірзі Шафі «від роду 40 років» (з архівної справи «Про службовців чиновників Тифліських повітових училищ на 1845 рік»). З цього випливає, що Вазех народився 1805 року. Разом з тим, у «формулярному списку про службу за 1852 рік» зазначено, що «від роду йому 45 років», з чого виходить, що поет народився 1807 року (з архівної справи «Про смерть молодшого вчителя татарської мови в тифліських гімназіях Мірза Шафі»). З усіх цих відомостей найбільшої довіри, на думку сходознавця Івана Єніколопова, заслуговує формулярний список про службу за 1845 рік, який завірений підписом начальника Мірзи Шафі А. К. Монастирського.

### Походження

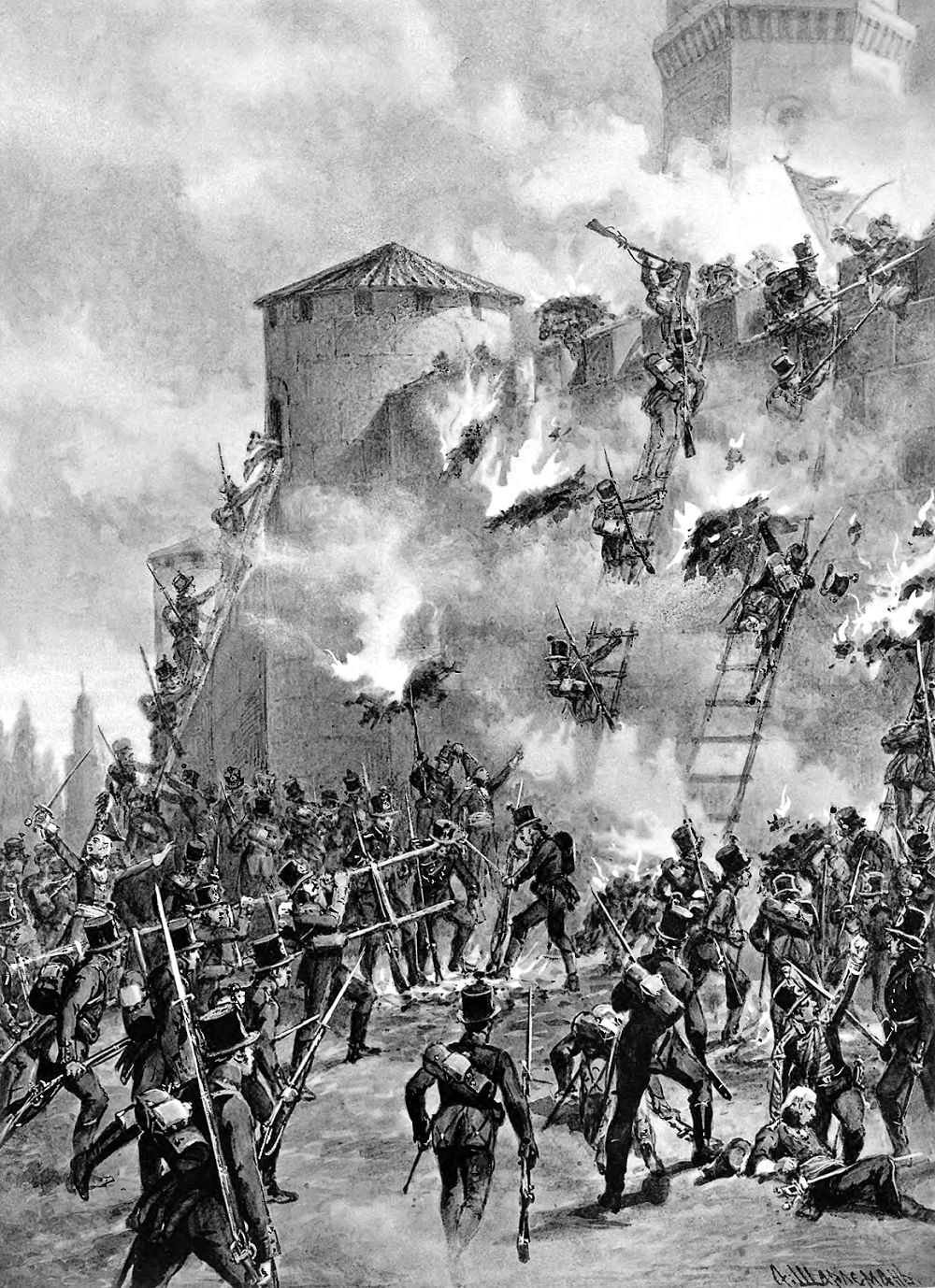
Штурм Гянджі

Батьком Мірзи Шафі був Кербалай Садих, або точніше Уста (Устад) Садик, який служив зодчим в останнього гянджинського хана Джавад-хана. Дід по батькові — Мухаммад — також був корінним жителем Гянджі. Старший брат поета, Абдул-Алі, як і батько, став робітником і будівельником, оскільки, за традицією, мав продовжувати батьківське ремесло.
Мірза Шафі народився в роки, коли Російська імперія, приєднавши Грузію, починала завойовувати окремі ханства та області. Незабаром було захоплено й рідне місто Мірзи Шафі: у січні 1804 року Гянджу було здобуто штурмом. Щоб викорінити в краї пам'ять про колись могутнє ханство, тодішній головнокомандувач у Грузії генерал Ціціанов перейменував Гянджу на Єлисаветполь (на честь дружини Олександра I — Єлизавети Олексіївни), а саму територію ханства під назвою «Єлисаветпольского повіту» приєднав до Російської імперії. Сім'я Мірзи Шафі важко пережила ці події. Його батько Садих, будівельник ханських будівель, втратив дохід.
Кавказознавець Адольф Берже, посилаючись на М. Ф. Ахундова, а також М. А. Сальяни і деякі інші дослідники відзначали, що після повалення 1804 року Гянджинського ханства батько Мірзи Шафі дуже постраждав і розорився, потім захворів і помер через деякий час після війни. Точна дата смерті батька поета невідома, але за припущенням літературознавця Алі Аждара Сеїд-Заде відноситься до початку 1805 року. Факт розорення батька Мірзи Шафі підтверджує поет Шакір у своєму листі поетові Закіру, в якому «Садик з Гянджі» (батько Мірзи Шафі) згадується нарівні з якимось Гаджі-Курбаном, який, бувши багатою людиною, зовсім зубожів. Зодчий Садик з Гянджі був настільки відомим навіть у сусідніх ханствах, що його ім'я наводили як приклад різкого зубожіння колись заможної людини.
Усі послужні списки Мірзи Шафі відзначають його походження «з духовного звання». З цього Єніколопов робить висновок, що батько Шафі отримав духовне звання після того, як здійснив паломництво до Кербели, додавши до свого імені «Кербалай».
За відомостями історика Михайла Семевського, Мірза Шафі був «добрий, простий чоловік, татарин за походженням і персіянин за вихованням».

### Навчання в медресе

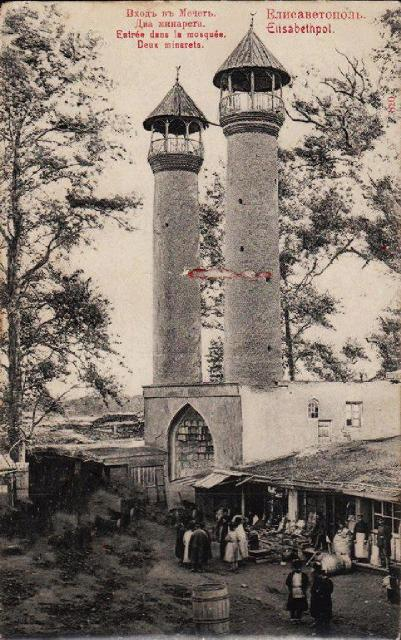
Джума-мечеть (Гянджа) в Гянджі, при медресе якої колись навчався Мірза Шафі. Фотографія початку XX століття

Схильність Шафі до книг і науки виявилися рано. Тому батько віддав його в медресе при шах-аббаской мечеті в Гянджі. Богобоязливий батько хотів, щоб його син був муллою — мусульманською духовною особою. В медресе у Шафі розширився кругозір, тут він здобув початкові знання перської та арабської мов і навчився краснопису, в якому дійшов згодом до досконалості. Адольф Берже у своїй статті «Zeitschrift der deutschen morgenländischen Gesellschaft» (Лейпциг, 1870) писав:
У кого Мірза Шафі навчався в Гянджі, точно не відомо. За версією А. Сеїд-Заде, його вчителем був якийсь Молла-Панах (не плутати з Моллою Панахом Вагіфом, відомим азербайджанським поетом). Іноді в пресі помилково згадувалося ім'я Молли-Гусейна Пишнамаза (1783—1859). Пишнамаз був учителем з краснопису Мірзи Фаталі Ахундова, який також відвідував школу Мірзи Шафі, що вів боротьбу проти цього Пишнамаза.
Мірзу Шафі, однак, не тягнуло стати муллою. Він найбільше бажав вивчати літературу і мови. Але поки батько був живий, Шафі йому не перечив і здобував освіту в медресе. Проте після смерті батька Мірза Шафі пішов з медресе, з власниками якого не ладнав.
До часу смерті батька, коли Шафі ще вчився в медресе, з Тебриза в Гянджу повернувся Хаджі-Абдулла, людина, за словами Берже, «чудових душевних якостей і високої моральності». Він відіграв значну роль у формуванні особистості Мірзи Шафі.
За відомостями Адольфа Берже, Хаджі-Абдулла народився в Гянджі і поїхав до Тебриза торгувати. У Персії він відвідав святі місця, здійснив звідти паломництво в Мекку. На зворотному шляху він жив деякий час у Багдаді, де познайомився з дервішем на ім'я Сеїд-Саттар, який навіяв йому свої переконання і віру суфіїв. У Гянджі Хаджі-Абдулла постійно сперечався з місцевими муллами і ахундами мечеті шаха Аббаса, доводячи неспроможність і безглуздість релігійних забобонів. У зв'язку з цим у нього з'явилося багато ворогів і недоброзичливців серед духовенства.
Хаджі-Абдулла допомагав молодому Шафі, який був у той час учнем медресе, навчав його. Побачивши такий переворот у способі мислення молодого Шафі, мулли медресе відмовилися від подальших із ним занять. У зв'язку з цим Шафі мусив покинути медресе. Звідси, за словами Берже, починається розвиток повного презирства Шафі до духовенства. Мірза Шафі цурався мулл ще до знайомства з Хаджі-Абдуллою. За словами Сеїд-Заде, схожість його поглядів з Хаджі-Абдуллою склалася саме на цій основі. У його суперечках з муллами Мірза Шафі підтримував Хаджі-Абдуллу, який дуже вплинув на долю Мірзи Шафі і, за припущенням А. Сеїд-Заде, усиновив його.

### Життя в Гянджі після залишення медресе
Як повідомляє Берже, в ті дні, коли Шафі залишив медресе, дочка Джавад-хана Пюста-ханум шукала собі мірзу для листування та управління будинком з двома маленькими селами. Пюста-ханум і Хаджі-Абдулла були сусідами і добре знали одне одного. Дізнавшись про намір Пюста-ханум, Хаджі-Абдулла рекомендував їй Шафі як людину, «на чесність якого вона могла цілком покластися» і який не лише знав перську мову, прийняту в ті роки у листуванні в Закавказзі, але й мав гарний почерк.
Пюста-ханум взяла до себе Шафі, з того часу той, за словами Берже, став іменуватися Мірзою Шафі. Але, як зазначає літературознавець Алі Аждар Сеїдзаде, Адольф Берже неправий, стверджуючи, що ім'я «Мірза» він узяв через те, що став писарем ханської дочки, оскільки ще в ці роки Мірза Шафі створив при мечеті шаха Аббаса свою приватну школу, в якій викладав каліграфію і східні мови. У Пюсти-ханум Мірза Шафі служив недовго. 1826 року між Персією та Росією знову спалахнула війна. Перси під управлінням Угурлу-хана, старшого сина Джавад-хана, захопили Гянджу і близько трьох місяців залишалися тут. Після поразки в Шамхорській битві армія Угурлу-хана мусила покинути Гянджу. Угурлу-хан разом зі своєю сестрою Пюста-ханум вирушив у Персію (цю історичну подію підтверджує граф Симонич — автор «Записок про перську війну» (Кавказький збірник, тому 22)).
Після цього Мірза Шафі почав щодня відвідувати мечеть Гянджі, де в одній з келій переписував мусульманські книги для заробітку, чого разом з підтримкою від Хаджі-Абдулли повинно було вистачати йому на життя. Однак смерть Хаджі-Абдулли 1831 року позбавила Шафі цієї допомоги. На смертному одрі Хаджі-Абдулла заповів Мірзі Шафі 400 думатів, але Шафі отримав тільки половину, оскільки решту не зумів узяти у спадкоємців. Ці гроші допомогли Шафі виплатити борги і придбати найнеобхідніше. Після цього Мірза Шафі й далі переписував книги в мечеті, але оскільки незабаром у Персії поширилась літографія, це заняття стало для нього маловигідним і він опинився на межі бідності.
Частина біографічних відомостей про Мірзу Шафі за період його життя в Гянджі збереглася в його формулярному списку на 1845 рік. З цього списку випливає, що до переїзду 1840 року в Тифліс Шафі «займався приватним викладанням арабської та перської мов у місті Єлисаветполі».
В кінці 20-х років XIX століття зустрічаються перші згадки про Мірзу Шафі як про поета. Зокрема, коли в Тебризі поет мулла Фетх-Улла, відомий пізніше як Фазил-хан, висміяв у сатирі міністра закордонних справ Ірану Абул-Хасан-хана, то частина поетів, серед яких був і «уродженець Єлисаветполя — поет Мірза Шафі», стала захищати міністра.
На початку 1830-х років Мірза Шафі закохався в Зулейху, дочку Ібрагім-хана Ганджинського (докладніше [⇨]). Ця любов відбилася в його поетичній творчості.
У Єлисаветполі в Мірзи Шафі навчався також Мірза Фаталі Ахундов, який приїхав до міста 1832 року. Ахундов навчався у Вазеха мистецтва писати почерком «насталік». Мірза Шафі відіграв велику роль у формуванні поглядів Ахундова. За спогадами Мірзи Фаталі, саме Мірза Шафі відмовив Ахундова стати духовною особою.

### Роки викладання в Тифлісі
У 30-40-ті роки XIX століття Мірза Шафі заробляв на хліб, працюючи секретарем у багатих людей. В Єлисаветполі Шафі також викладав східні мови та каліграфію. В кінці 1840 року він переїхав до Тифліса, де отримав місце молодшого викладача. Від 1840 року викладав у Тифлісі азербайджанську та перську мови. Саме в Тифлісі Вазех мав тісні зв'язки з Хачатуром Абовяном, Аббасом Кулі Агою Бакіхановим, Мірзою Фаталі Ахундовим та іншими діячами культури..
1846 року Вазех повернувся в рідну Гянджу, де став викладати в школі. Також у Гянджі Мірза Шафі й далі складав вірші. 1850 року Мірза Шафі знову переїхав до Тифліса. Тут у Тифліській гімназії він займав посаду вчителя перської та азербайджанської мов.
1852 році Мірза Шафі Вазех, бувши викладачем у Тифлісі, ще до появи «Ветен ділі» склав з одним з вихованців Мірзи Казембека в Москві, Іваном Григор'євим, підручник «Кітабі-тюрки» — першу хрестоматію азербайджанської поезії.

#### Вазех і Боденштедт

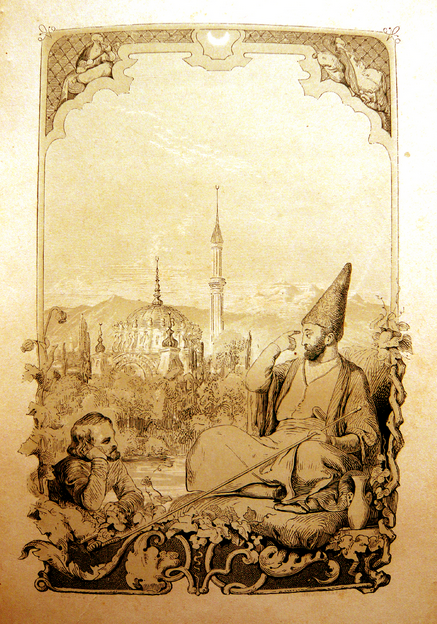
Мірза Шафі Вазех читає свої вірші Боденштедту. Ілюстрація до книги Боденштедта «1001 день на Сході» (1850)

1844 року до Тифліса приїхав німецький літератор і орієнталіст Фрідріх Боденштедт, який виявляв великий інтерес до життя Кавказу і побажав брати уроки східних мов. 1845 року Боденштедт перестав викладати в тифліській гімназії, проте продовжував вивчати східні мови. Незабаром по приїзді в Тифліс він познайомився з Мірзою Шафі, під керівництвом якого вивчав азербайджанську і перську мови. Уроки відбувались три рази на тиждень, а після них Мірза Шафі виконував для гостя власні пісні. Мірза Шафі на цей час був учителем у Тифліській гарнізонній школі і згодом, за клопотанням Боденштедта, його призначили вчителем азербайджанської мови у Тифліській гімназії.
1847 року Боденштедт виїхав з Тифліса, взявши з собою зошит віршів Мірзи Шафі під заголовком «Ключ мудрості». 1850 року Боденштедт видав об'ємну книгу «1001 день на Сході» («Tausend und ein Tag im Orient»), частина якої присвячена Мирзі Шафі Вазеху. 1851 року вийшла книга «Пісні Мірзи-Шафі» («Die Lieder des Mirza-Schaffy») в перекладі Ф. Боденштедта. Через двадцять років після смерті Мірзи Шафі, в 70-і роки XIX століття, Боденштедт видав книгу «Зі спадщини Мірзи Шафі», в якій оголосив, що пісні Мірзи Шафі начебто не є перекладами і зобов'язані своїм існуванням особисто Боденштедту. Проте, до наших днів збереглися оригінали перською і азербайджанською мовами, які доводять авторство Мірзи Шафі. Те, що Боденштедт є лише автором прологу книги «Пісні Мірзи-Шафі», говорить сама назва — «Die Lieder des Mirza-Schaffy mit einem Prolog von Fr. Bodenstedt». Крім того, один з ранніх перекладачів книги В. Марков, бажаючи догодити Боденштедту, пише тільки про «Пролог» у передмові до свого перекладу, вміщеного в збірнику «На зустріч».
Сюжет «Пісень» повністю запозичений з життя Мірзи Шафі. Так, цикл під назвою «Зулейха» присвячений першому коханню Мірзи Шафі Зулейсі, яку офіційно звали Нохбіке. Коли Боденштедт був у Тифлисі, вона жила в селі Дженгутай у Дагестані. Інший цикл пісень «Мірза-Юсуф» пов'язаний з одним із приятелів Мірзи Шафі — Мірзою-Юсуфом Шахназаровим, про якого є детальні відомості в архівних справах. Наступний цикл «Хафіза» Мірза Шафі присвятив коханій жінці з Тифліса, з якою він одружився. В одній із глав «Пісень» Мірза Шафі називає себе сином Абдулли (ім'я його покійного прийомного батька). За словами Єніколопова, це ім'я, так само, як і імена міністрів Ірану і докладний виклад життя поета Гафіза, які також містяться в «Піснях Мірзи Шафі», не могли бути відомі на Заході під час написання книги Боденштеда.
Крім цього, в чорновому зошиті Мірзи Фаталі Ахундова з його особистого архіву, переданого його онуком 1934 року Азербайджанському державному музею, є власноручний запис Ахундова про Мірзу Шафі, в якому він також зазначає, що пісні Мірзи Шафі були опубліковані в Німеччині.

### Смерть

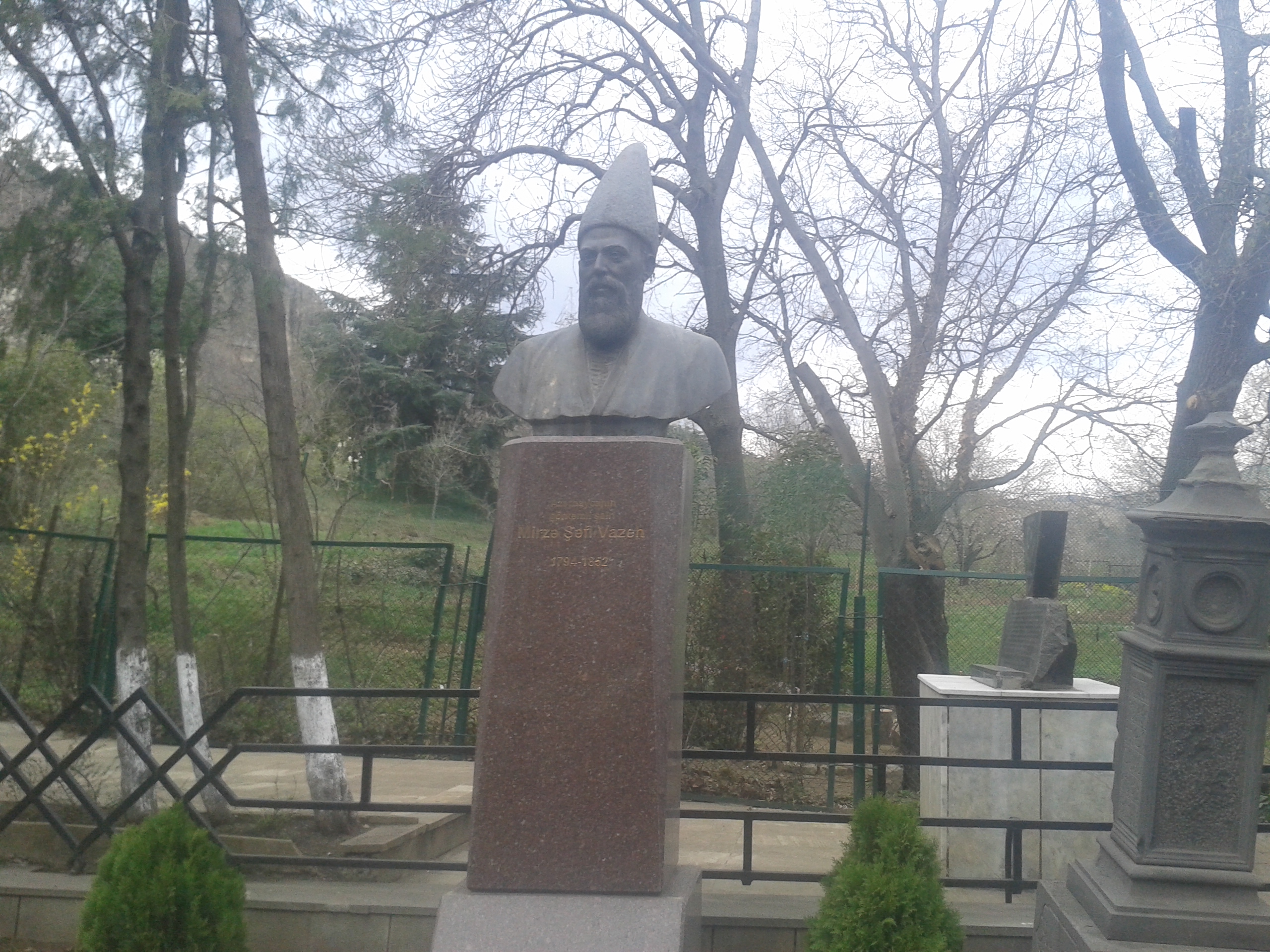
Надгробний пам'ятник Вазеху в Тбілісі

Мірза Шафі Вазех помер у Тифлісі 16 (28) листопада 1852 року. Ще 1851 року Адольф Берже по приїзді в Тифліс зустрічав на вулицях, за словами історика Михайла Семевського, «скромного, років під 60, татарина», який був учителем в одній із мусульманських шкіл. Це був Мірза Шафі Вазех. А коли Берже наступного, 1852 року розшукував його, щоб з ним познайомитися, Мірза Шафі вже помер. За словами Берже, смерть Мірзи Шафі викликало запалення шлунка. Спочатку здавалося, що стан Шафі поліпшується, оскільки він почав помітно поправлятися. Однак Вазех, проігнорувавши поради лікаря, об'ївся винограду, який за його бажанням подав йому хлопчик-слуга. Коли ж друг Мірзи Шафі і його шанувальник Мірза-Хасан з Ордубада, який часто відвідував поета, бачачи його страждання, просив його не їсти виноград, який може загрожувати йому смертю, той, за словами Семевського, спокійно відповідав: «а що за біда і померти, для чого жити, хіба я мало повозився, навчаючи дурнів вірмен у школі?». Після цього Шафі стало лихоманити і в ніч з 16 на 17 листопада 1852 року він помер.
День смерті Вазеха був відзначений такою приміткою, вміщеною в «Акти Кавказької археографічної комісії» (том X, стор 832):
|  | Помер листопада 16 дня 1852 в Тифлісі Мірза-Шафі Садихов-огли, який здобув гучну популярність завдяки відомому твору Боденштедта. |

Поховали поета на мусульманському кладовищі в Тифлісі (нині — Пантеон видатних азербайджанців на території Ботанічного саду). Адольф Берже писав:
|  | У приватному житті Мірза-Шафі вдалося домогтися любові всіх, які його знали за його високу моральну чистоту і рідкісні якості серця. Його могила знаходиться в Тифлісі і давно заросла. |

## Творчість і спадок
| |  |
| Ліворуч — сторінка з «Татарської хрестоматії Адербейджанської говірки» (1852 рік), складеної Мірзою Шафі Вазехом і вчителем східних мов Тифліської гімназії Ів. Григор'євим, праворуч — обкладинка німецького видання «Пісень Мірзи Шафі» (1890) |  |

Під псевдонімом Вазех, що означає «виразний, ясний», Мірза Шафі писав газелі, мухаммаса, рубаї, месневи тощо. Його вірші мали інтимно-ліричний і сатиричний характер. Крім цього, Вазех стояв на чолі поетичного «Гуртка мудрості». Основною темою творів Вазеха були оспівування романтичної любові, насолода життям. У деяких своїх віршах Мірза Шафі викривав вади феодального суспільства, виступав проти закріпачення особистості й релігійного фанатизму.
Авторству Мірзи Шафі Вазеха належить також перша хрестоматія азербайджанської поезії і «Татарсько-російський словник» (спільно з російським педагогом І. Григор'євим) для Тифліської гімназії.
До 1960-х років вважалося, що літературна спадщина Мірзи Шафі Вазеха дійшла до нас лише у вигляді переказів і що оригінали його віршів загублені. В одній із заміток, вміщеній у «Літературній газеті» в числі від 31 січня 1963 року, повідомлялося, що знайдені оригінали віршів Мірзи Шафі азербайджанською мовою і фарсі. Віршів Мірзи Шафі азербайджанською та перською мовами (він писав під псевдонімом Вазех), збереглося мало. Кращі твори Мірзи Шафі, перекладені російською Наумом Гребньовим як з азербайджанських і перських оригіналів, так і з німецького тексту Боденштедта, увійшли до книги «Вазех М.-Ш. Лирика» (Москва, 1967).
Боденштедт навів одну характерну рису Вазеха — його нелюбов до друкованих книг. На думку поета, справжні вчені не потребують друку. Мірза Шафі Вазех був чудовим каліграфом. Боденштедт повідомляє:
|  | Мірза Шафі писав дуже гарно і при цьому вносив красу і різноманітність: літери пристосовував до змісту тексту. Якщо йому доводилося писати про звичайні речі, то він зодягав їх у буденний одяг, гарні - в святкову, в листах до жінок він писав особливим тоненьким почерком. |

У своїх спогадах М. Ф. Ахундов уточнює, що Вазех «володів мистецтвом писати гарним почерком, відомим під назвою „насталік“». Боденштедт відвіз значну частину віршів Мірзи Шафі в Німеччину, де опублікував їх у перекладі німецькою. 1850 року він опублікував у Штутгарті книгу «1001 день на Сході», куди включив частину віршів Вазеха. 1851 року вони вийшли в Берліні німецькою мовою окремим виданням — «Пісні Мірзи Шафі». Ці пісні стали настільки популярними, що перевидавалися щороку й перекладені багатьма мовами. Російською «Пісні Мірзи Шафі» (з німецької) вперше переклав Н. І. Эйферт (видання 1880, 1903). 1880 року він писав: «„Пісні Мірзи Шафі“, що витримали вже до 60 видань, один з найулюбленіших у Німеччині творів сучасної поезії». Вони перекладені англійською, французькою, італійською, перською, угорською, чеською, шведською, голландською, фламандською, данською, іспанською, португальською, практично всіма слов'янськими мовами і навітьдавньоєврейською мовою.
Італійською переклав письменник Россі. Російською вірші Мірзи Шафі в 1860-х роках переклав російський поет М. Л. Михайлов. Пізніше, 1903 року, з'явився новий переклад російською, здійснений І. С. Проданом. Твори Вазеха привернули до себе увагу Л. М. Толстого. 1880 року Толстой повідомляв А. А. Фету, що один знайомий привіз йому нещодавно книгу віршів Мірзи Шафі, яка справила на нього глибоке враження.
Композитор і піаніст А. Г. Рубінштейн написав на слова Мірзи Шафі (в перекладі П. І. Чайковського) вокальний цикл «Перські пісні».

## Особисте життя

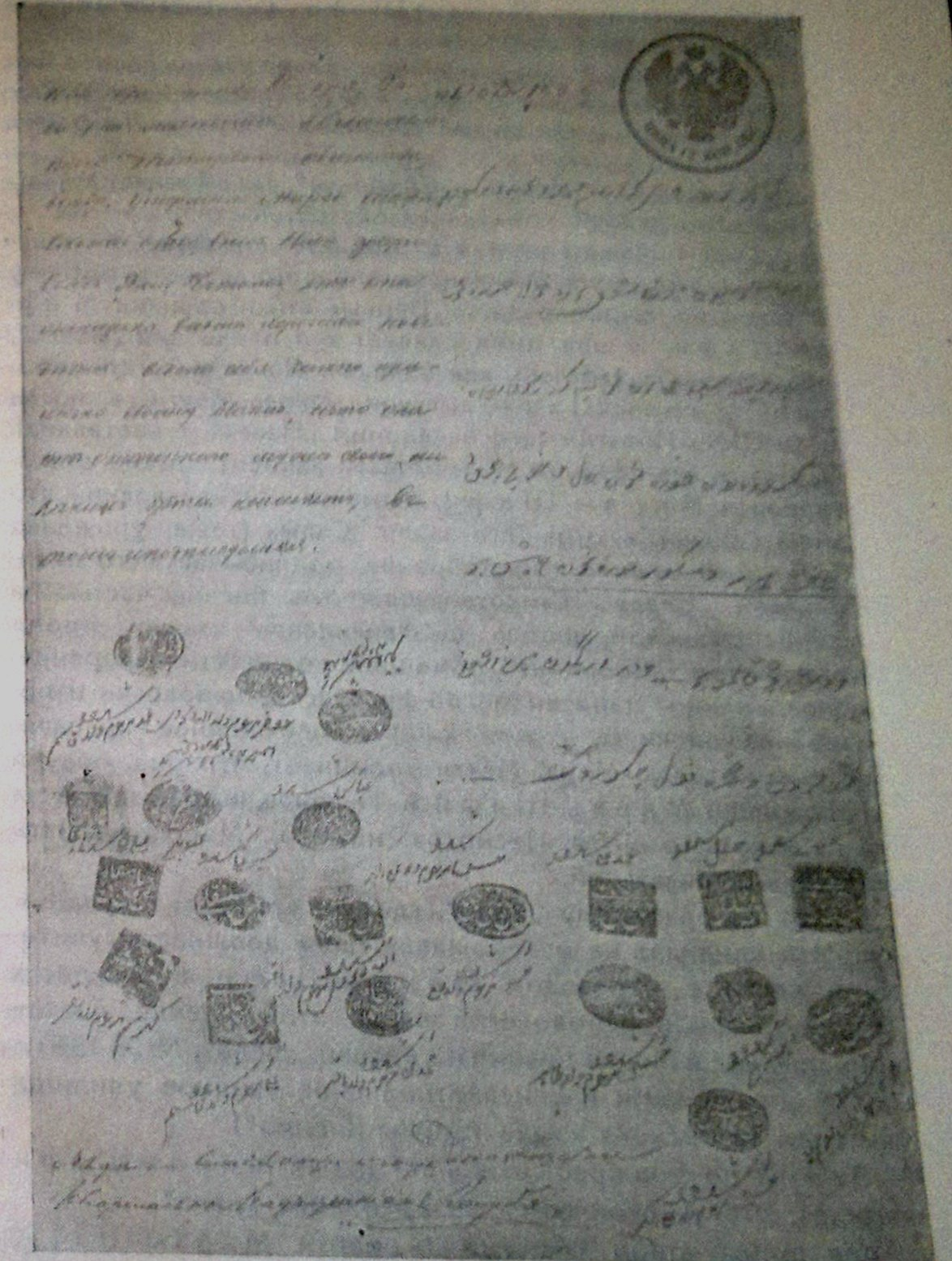
Довідка, видана дружині Мірзи Шафі

Першою коханою Мірзи Шафі Вазеха стала дочка Ібрагім-хана Гянджинського на ім'я Нохбіке, яку Мірза Шафі зустрів у будинку дочки Джавад-хана Пюста-ханум. Побачивши Нохбіке, Мірза Шафі присвятив їй вірш «Зулейха», оскільки краса дівчини нагадувала йому красу героїні дастана «Юсуф і Зулейха». Щодня Шафі приходив до Нохбіке і співав свої вірші. Незабаром він звернув на себе увагу, і на одному зі змагань поетів навіть переміг. Однак дівчину до того часу вже засватали за володаря Аварії Ахмед-хана. Тоді Вазех вирішив викрасти наречену, але його плани зірвалися: через бурю закохані сховалися в одному із сіл, де їх пізніше знайшли і привели додому.
Вдруге Шафі закохався в дівчину на ім'я Хафіза, відому в Тифлісі красуню. Після довгих залицянь Вазех домігся прихильності дівчини та її матері. Однак батько дівчини був проти шлюбу, поки Вазех не стане достатньо багатим. Тоді за порадою Боденштедта Мірза Шафі спробував вступити учителем до гімназії, але до цього часу батько Хафізи помер і незабаром Вазех одружився з Хафізою.
Крім цього, в збірці поета Мірзи Мехті Наджі міститься один вірш-мюламма Вазеха, написаний перською, арабською та азербайджанською мовами, присвячений якійсь красуні. За словами Наджі, ця дівчина була коханкою Вазеха в Тифлісі й вийшла заміж за сина якогось князя. Однак і після цього Вазех писав їй.
Згідно з архівними матеріалами, Вазех одружився після повернення в Гянджу, цього разу з уродженкою міста Сеїд Нісі, дочкою Сеїд Ях'ї.

## Пам'ять
- Згідно з Хамідом Альгаром, Мірза Шафі Вазех став прототипом образу поета Гаджі Нурі з комедії М. Ф. Ахундова «Молла Ібрагім-Халіл, алхімік, володар філософського каменю» 1850 року[46].
- У Гянджі встановлено пам'ятник Вазеху[47].
- Надгробний пам'ятник Вазеху встановлено в Тбілісі.
- Ім'я Шафі носить вулиця в Тбілісі
- У селищі Гюлістан міста Гянджа, в парку, що носить ім'я поета, встановлено пам'ятник Вазеху.
- Художник С. Саламзаде написав картину «Мірза Шафі і Хачатур Абовян»[48].
- Портрет Мірза Шафі Вазеха роботи Б. М. Халілова Зберігається в Центрі Мехсеті Гянджеві в Гянджі.
- Ім'я Вазеха носить школа № 16 в Гянджі.
- 2010 року в рідному місті Боденштедта, в Пайне азербайджанські скульптори брати Теймур і Махмуд Рустамови встановили пам'ятну дошку, присвячену Мірзі Шафі Вазеху і його учневі Фрідріху фон Боденштедту[49].
- 2012 року знято художній фільм «Посол зорі[ru]», присвячений Мірзі Фаталі Ахундову, де роль Вазеха зіграв заслужений артист Азербайджану Айшад Мамедов[50].
- 2014 року з Німеччини в Гянджу привезено твори Вазеха і почалася робота над їх перекладом[51].
- 2017 року в Гянджі відкрився музей Мірзи Шафі Вазеха[52].

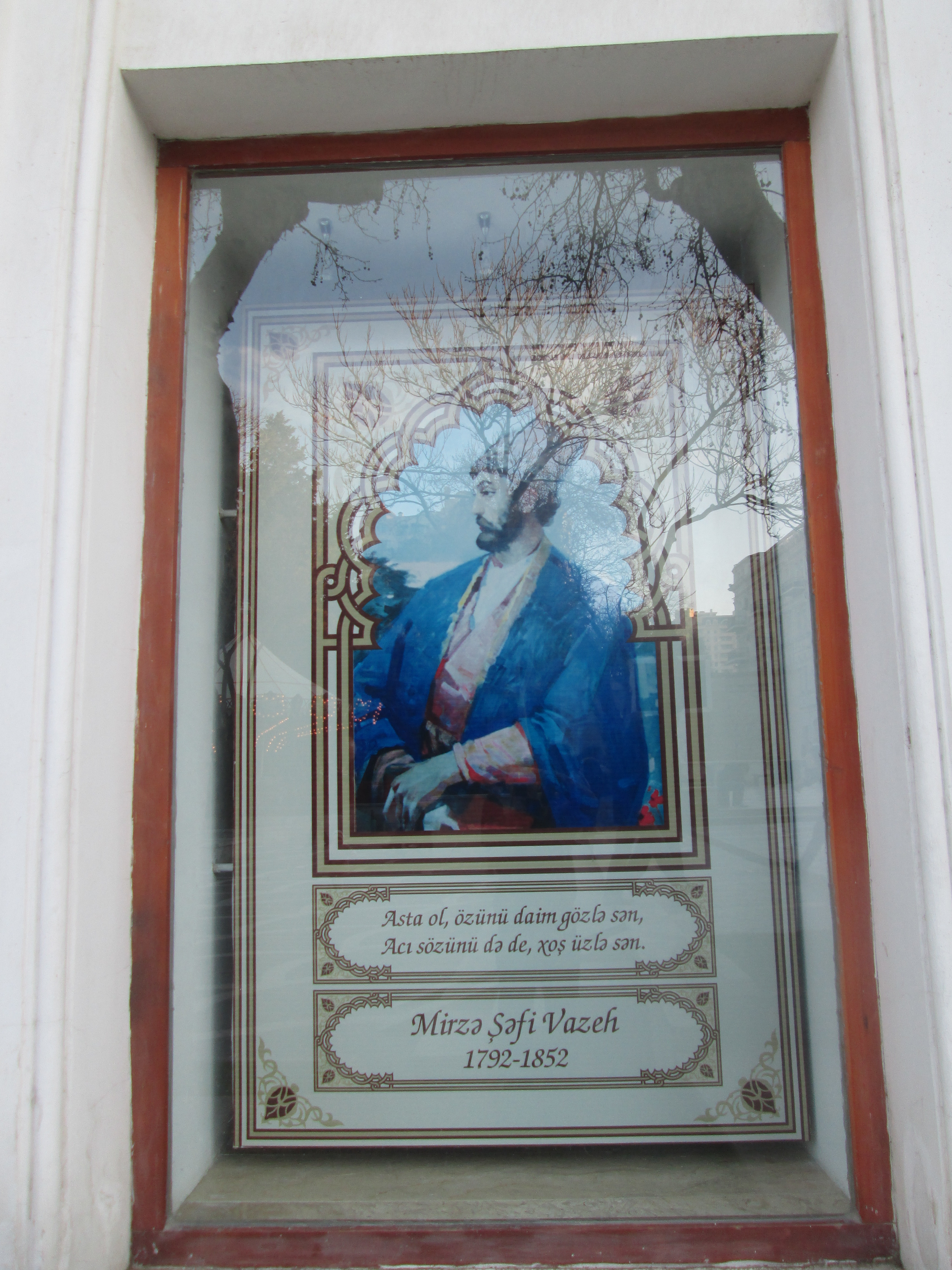
Зображення Мірзи Шафі Вазеха на вікні будівлі Музею азербайджанської літератури імені Нізамі Гянджеві в Баку
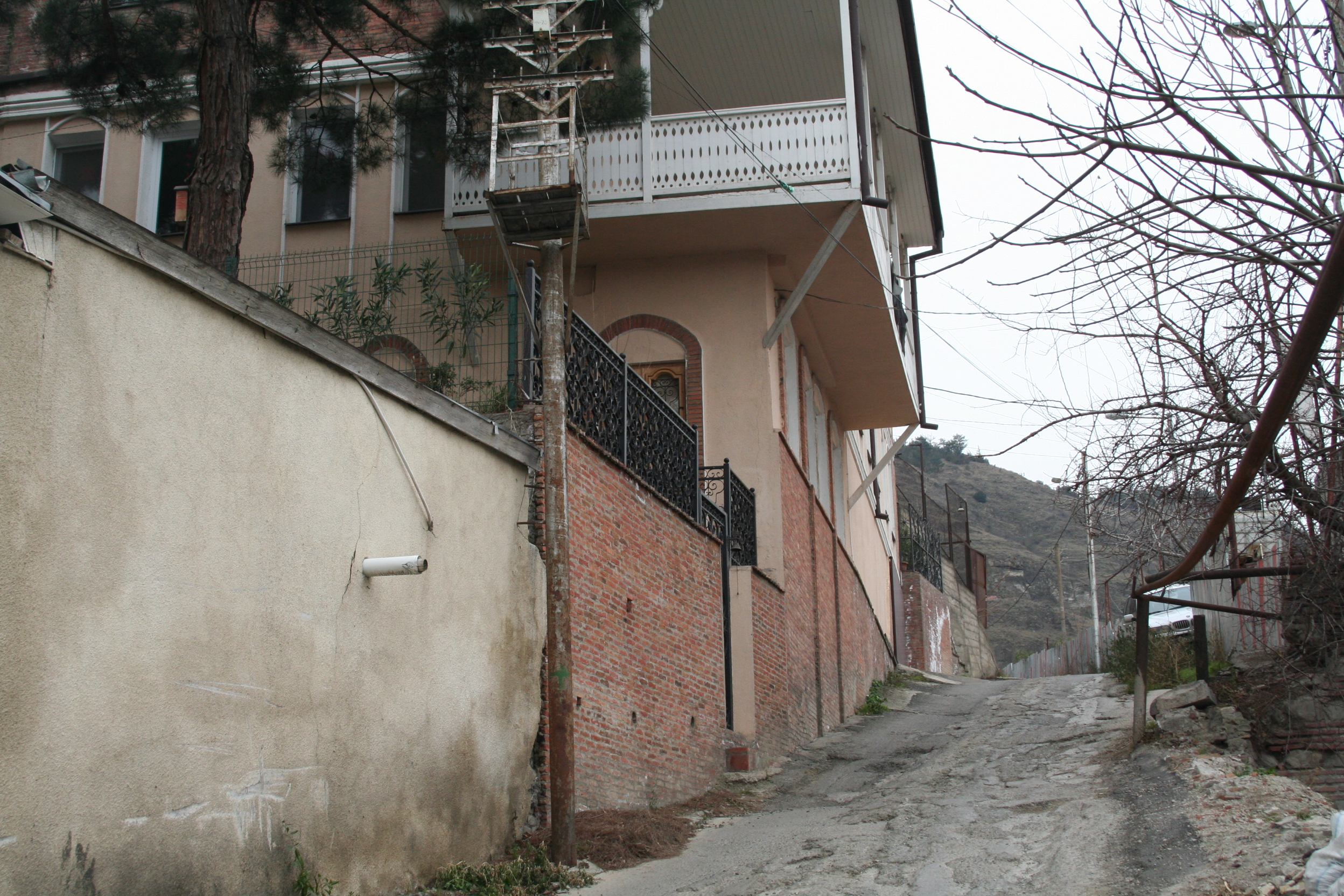
Вулиця Мірзи Шафі в Тбілісі
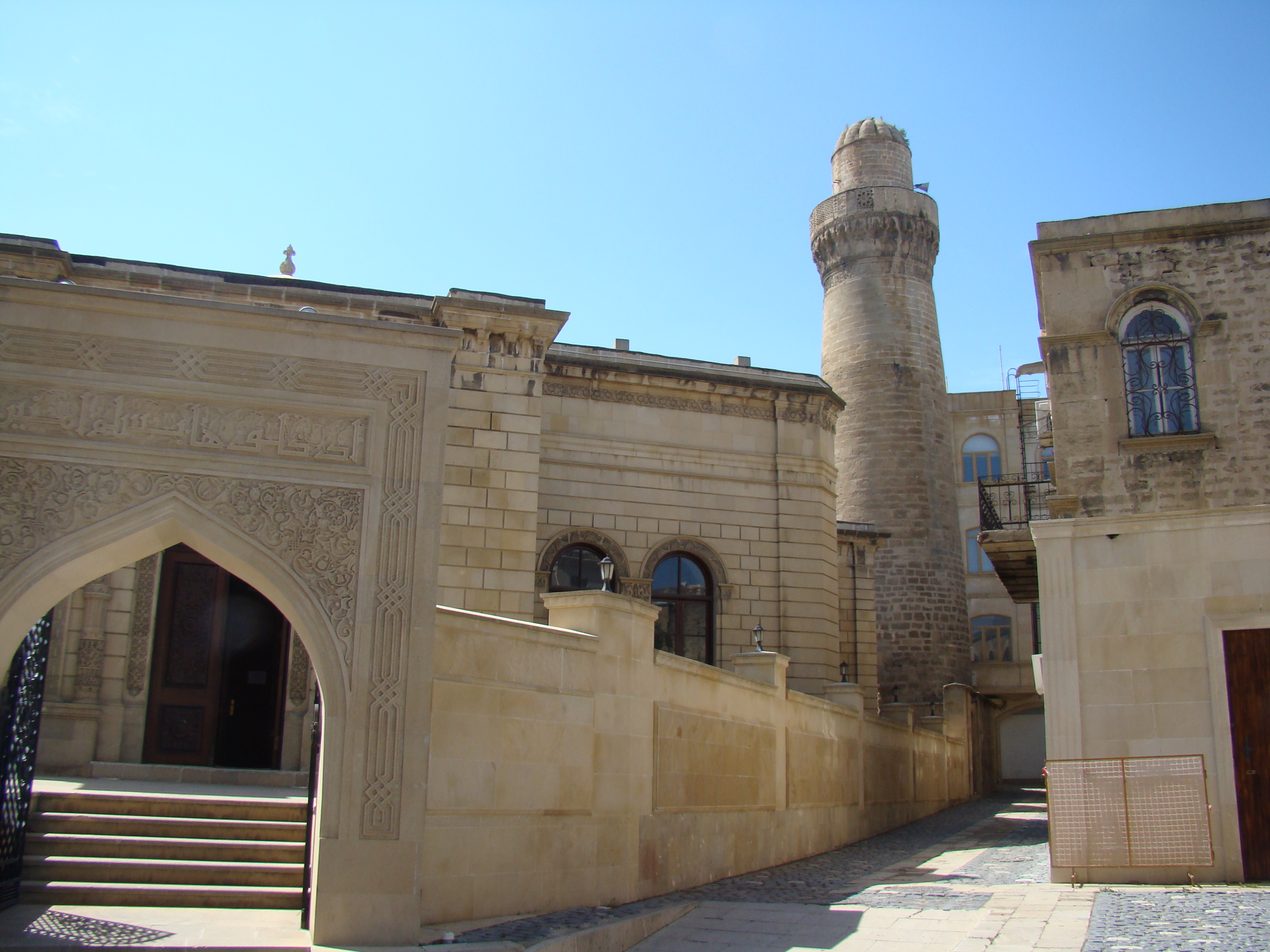
Вулиця Мірзи Шафі в Баку
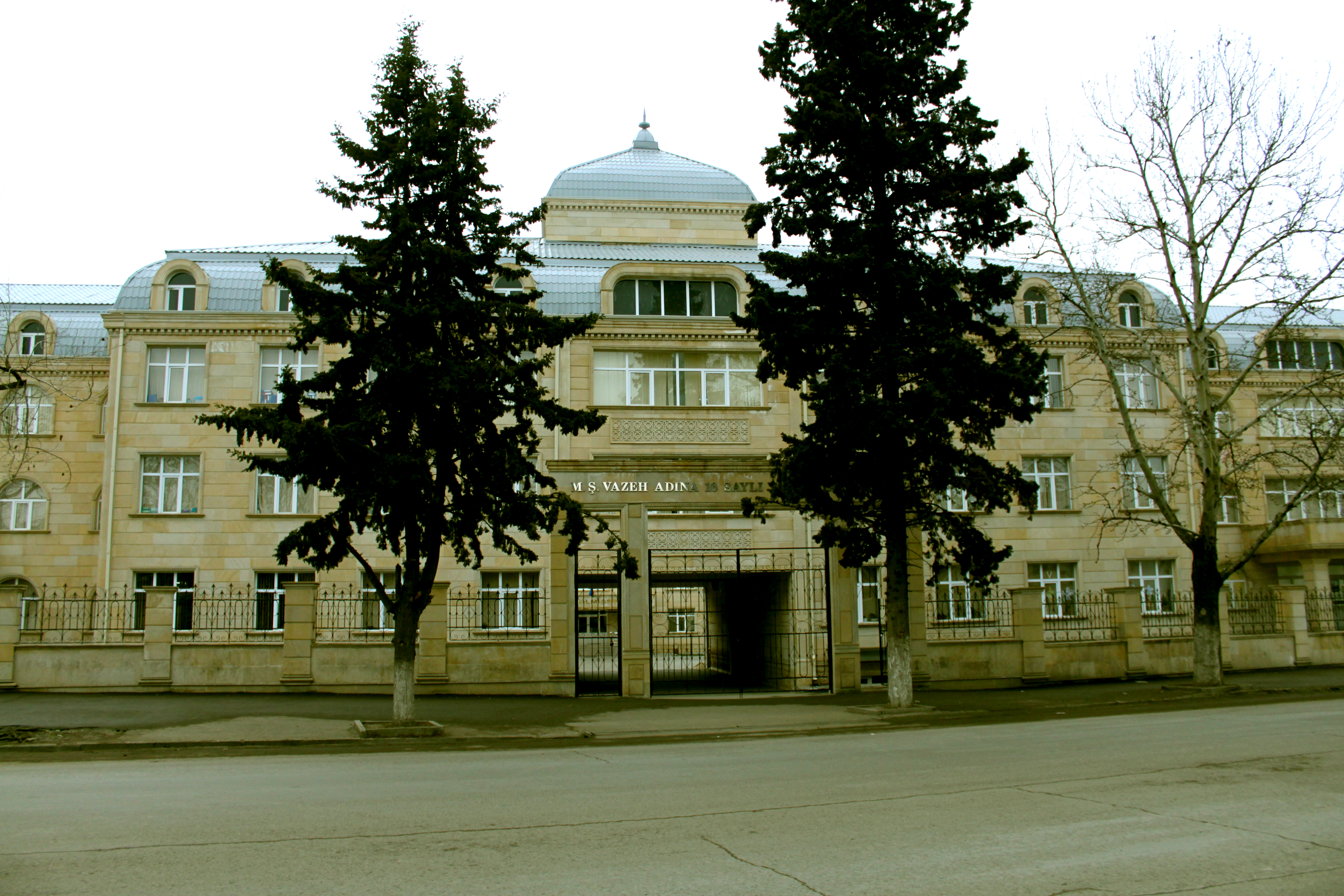
Школа в Гянджі, що носить ім'я Мірзи Шафі Вазеха
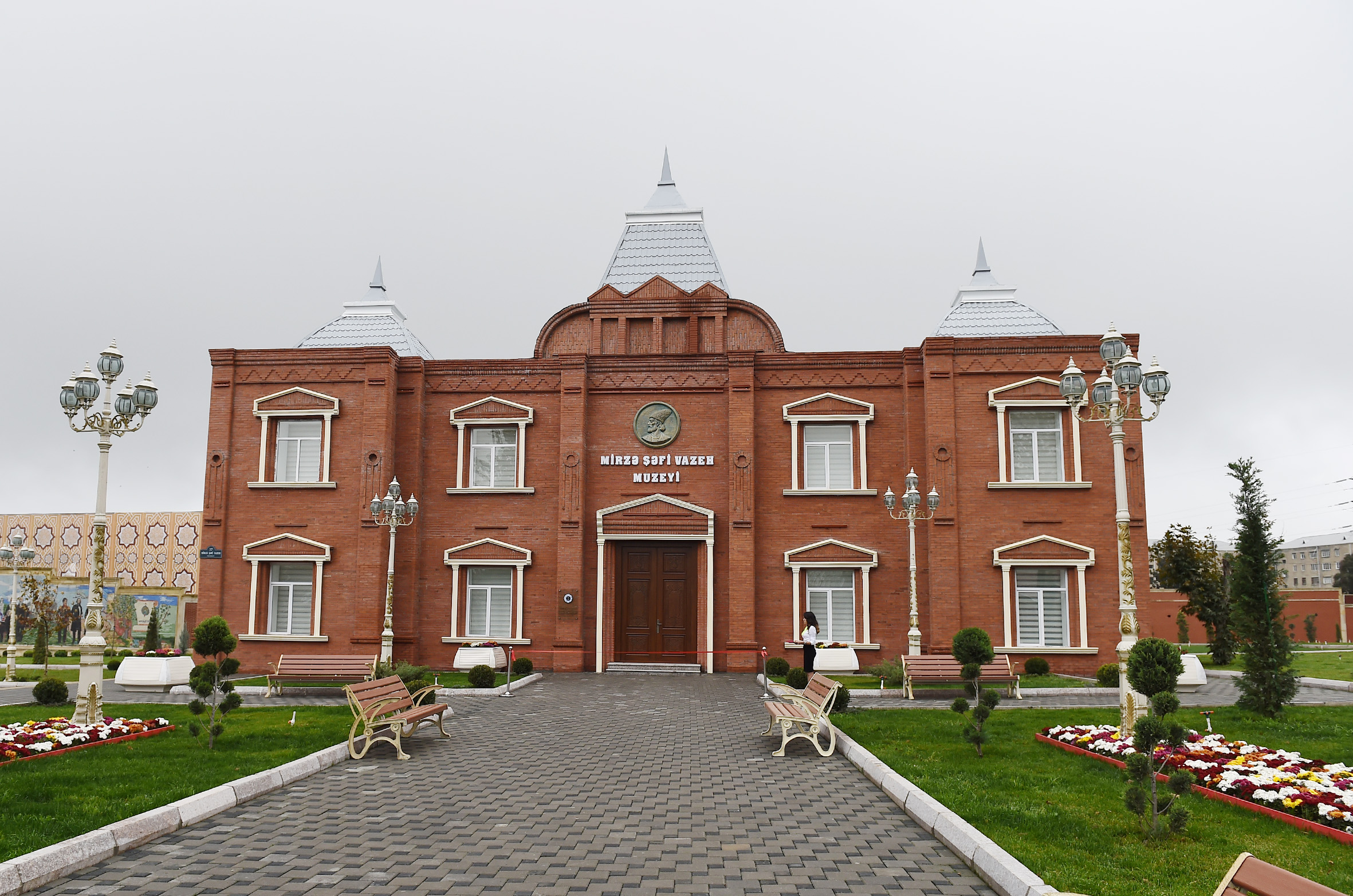
Музей Мірзи Шафі Вазеха в Гянджі